# Бринковянка
Бринковянка (рум. Brâncoveanca) — село у повіті Телеорман в Румунії. Входить до складу комуни Плопій-Слевітешть.
Село розташоване на відстані 124 км на південний захід від Бухареста, 51 км на захід від Александрії, 82 км на південний схід від Крайови.

## Населення
За даними перепису населення 2002 року у селі проживали 1215 осіб.
Національний склад населення села:
| Національність | Кількість осіб | Відсоток |
| -------------- | -------------- | -------- |
| румуни         | 1207           | 99,3%    |
| цигани         | 7              | 0,6%     |

Рідною мовою назвали:
| Мова      | Кількість осіб | Відсоток |
| --------- | -------------- | -------- |
| румунська | 1207           | 99,3%    |
| циганська | 7              | 0,6%     |